# Commission scolaire de Montréal
Die Commission scolaire de Montréal (CSDM) ist eine staatliche Schulbehörde in der kanadischen Provinz Québec. Sie ist für die Organisation des französischsprachigen Schulunterrichts im Zentrum der Verwaltungsregion Montreal zuständig.

## Organisation
Am 1. Juli 1998 erfolgte im Zuge der laizistischen Schulreform in Québec die Gründung der CSDM. Mit dieser Reform wurden die bisher konfessionell getrennten Schulbehörden aufgelöst und durch neue ersetzt, die nach sprachlichen und geographischen Kriterien definiert sind. Die CSDM ersetzte die 1846 gegründete Commission des écoles catholiques de Montréal und den frankophonen Teil des 1951 gegründeten Protestant School Board of Greater Montreal.
Die CSDM betreibt 123 Grundschulen, 26 Sekundarschulen, zwei Sonderschulen, neun Berufsschulen und 15 Einrichtungen für Erwachsenenbildung. 16.000 Angestellte betreuen rund 110.000 Schüler, davon 70.000 in den obligatorischen Stufen. 21 Schulräte, die von den Einwohnern des betreuten Gebiets gewählt werden, beaufsichtigen die Schulbehörde, wobei sieben Räte exekutive Funktionen innehaben.
Das Einzugsgebiet der CSDM umfasst
- acht Bezirke der Stadt Montreal: Ahuntsic-Cartierville, Côte-des-Neiges–Notre-Dame-de-Grâce, Le Plateau-Mont-Royal, Le Sud-Ouest, Mercier–Hochelaga-Maisonneuve, Rosemont–La Petite-Patrie, Ville-Marie, Villeray–Saint-Michel–Parc-Extension
- die eigenständige Gemeinde Westmount

## Weitere Schulbehörden in Montreal
- Commission scolaire Marguerite-Bourgeoys
- Commission scolaire de la Pointe-de-l’Île
- English Montreal School Board
- Lester B. Pearson School Board